# Bumerang imperial

Animació d'una persona caucàsica que llança un bumerang davant l'aprovació d'un jurat, però que de manera inesperada li colpeja la cara. És una referència indirecta a l'impacte social ulterior que planteja el concepte del bumerang imperial.

El bumerang imperial o el bumerang de Foucault és la tesi que afirma que els governs que desenvolupen tècniques repressives per controlar els territoris colonials acabaran desplegant aquestes mateixes tècniques en l'àmbit nacional contra els seus mateixos ciutadans.
Es tracta d'un marc teòric que ha estat sovint invocat per tal d'explicar la militarització en curs de la policia i el seu desplegament domèstic en resposta a la protesta política als centres urbans. Aquest desplegament també ha proliferat arreu del món atès que la globalització de la policia militaritzada continua sent un aspecte crucial de la política exterior contemporània en potències colonials o postcolonials i occidentals, com ara els Estats Units d'Amèrica o Rússia.
En les societats urbanes contemporànies, altres conseqüències repressives del bumerang imperial són aquelles que es deriven de la videovigilància abusiva a l'espai públic, de la implementació de drons en les operacions de seguretat i també el ciberespionatge de la societat civil o de la dissidència en connivència amb conglomerats i interessos empresarials. En l'àmbit catalanoparlant, un exemple d'aquesta deriva tecnològica del bumerang de Foucault és el Catalangate, en què l'Estat espanyol emprà el programari digital militar Pegasus —desenvolupat per l'entramat empresarial de guerra d'Israel contra altres estats i potències menors— dins la seva jurisdicció per a espiar activistes, adversaris polítics i periodistes de Catalunya.

## Orígens i encunyament del terme
La politòloga alemanya Hannah Arendt en va parlar a Els orígens del totalitarisme i el polític francès Aimé Césaire també ho va fer a Discurs sobre el colonialisme. Ambdues obres van emprar el terme del bumerang imperial per a explicar els orígens del feixisme europeu a la primera meitat del segle xx. Segons expliquen aquests dos volums, els mètodes d'Adolf Hitler i del Partit Nazi no van ser excepcionals des d'una visió mundial, perquè les potències colonials europees ja havien estat assassinant milions de persones a tot el món com a part de diversos processos de colonització i extractivisme. Més aviat, eren excepcionals perquè s'aplicaven als europeus dins d'Europa, més que a les poblacions colonitzades al sud global.

Ara bé, fou en una conferència de 1976, La societat ha de ser defensada, quan el filòsof francès Michel Foucault va ampliar aquestes idees i va encunyar el terme conegut avui dia:
Mentre que la colonització, amb les seves tècniques i les seves armes polítiques i jurídiques, òbviament transportava models europeus a altres continents, també va tenir un efecte bumerang considerable en els mecanismes de poder a Occident i en els aparells, institucions i tècniques de poder. Tota una sèrie de models colonials retornar a Occident i el resultat va ser que Occident va poder practicar quelcom semblant a la colonització, o un colonialisme intern, sobre si mateix.

El 1874 Friedrich Engels va escriure a "Eine polnische Proklamation" que "un poble que en reprimeix un altre no pot ser lliure. El poder que necessita per reprimir els altres finalment es gira cap a un mateix" ("Ein Volk, das andere unterdrückt, kann sich nicht selbst emanzipieren. Die Macht, deren es zur Unterdrückung der andern bedarf, wendet sich schließlich immer gegen es selbst."). S'ha dit que potser l'origen de la primera part de la frase pot ser de Dionisio Inca Yupanqui perquè la va dir durant el seu "Discurs a les Corts de Cadis" el 1810: 
"La major part dels seus Diputats i de la Nació a penes tenen notícia d'aquest dilatat continent. Els Governs anteriors li han considerat poc, i només han procurat assegurar les remeses d'aquest preciós metall, origen de tanta inhumanitat, del qual no han sabut aprofitar-se. Li han abandonat a cura d'homes cobejosos i immorals; i la indiferència absoluta amb què han mirat les seves més sagrades relacions amb aquest país de delícies, ha omplert la mesura de la paciència del Pare de les misericòrdies, i forçant-li que vessi l'amargor amb què s'alimenten aquells naturals sobres les nostres províncies europees. A penes queda temps ja per a despertar de la letargia i per a abandonar els errors i preocupacions filles de l'orgull i vanitat. Sacsegi V.M. precipitadament les envellides i odioses rutines, i ben penetrat de les nostres presents calamitats són el resultat de tan llarga època de delictes i prostitucions, no llanci de la seva sena la torxa lluminosa de la saviesa, ni es privi de l'exercici de les virtuts. Un poble que oprimeix a un altre no pot ser lliure."

## Aplicació en l'àmbit europeu
Tal com el periodista George Orwell afirmà al llibre Homenatge a Catalunya, l'historiador i hispanista Paul Preston demostrà extensament en el seu llibre L'holocaust espanyol: Odi i extermini durant la Guerra Civil i després que el franquisme fou un intent «no tant d'imposar el feixisme, sinó de restaurar el feudalisme». Els mètodes de terror del dictador espanyol Francisco Franco recordaven els mètodes de tortura i violència de la Inquisició espayola; l'ús del garrot vil i les execucions efectuades pels latifundistes tenien antecedents evidents a l'Edat Mitjana. A més, els seus generals tenien un bagatge militar africanista —és a dir, veterans de les guerres colonials de l'Àfrica com la Guerra del Rif, on Franco mateix hi havia estat destinat— que van aprofitar per a emprar, amb les mateixes tàctiques, contra les classes treballadores de l'Estat (amb el mateix odi que havien aplicat contra els pobles colonitzats).
L'historiador i africanista Jürgen Zimmerer afirmà que el genocidi herero i namaqua que Alemanya cometé a Namíbia fou el precursor de l'Holocaust i la guerra d'extermini contra la Unió Soviètica. Els posteriors governadors nazis participaren en aquell genocidi, com Heinrich Göring (pare del futur dirigent nazi Hermann Göring), Franz Ritter von Epp (que seria governador nazi de Baviera i que es va ocupar de liquidar jueus i gitanos d'aquest Bundesland) i Eugen Fischer (que esdevindria president de l'Institut Alemany Kaiser Wilhelm per a l'antropologia, l'herència humana i l'eugenèsia). El darrer, de fet, havia passat una còpia dels seus estudis a Hitler mentre aquest redactava el Mein Kampf a la presó. Hitler nomenà Fisher rector de la Universitat de Berlín i allà començà la depuració de jueus i el patrocini d'investigacions de metges nazis com les de Josef Mengele.